# Dvorac Butroe
Butroe  je dvorac koji se nalazi u Gatiki, u pokrajini Biskaji, na sjeveru Španjolske.
Datira iz srednjeg vijeka, iako svoj današnji izgled duguje gotovo potpunoj obnovi koju je započeo Francisco de Cubas (također poznat kao Marques de Cubas) 1878. godine.
Dvorac ima bajkoviti izgled o nadahnut bavarskim dvorcima. Ovaj objekt je nastao kao hobi svog tadašnjeg vlasnika i koji je htio stvoriti nešto što je vizualno spektakularno, radije nego nešto u čemu ljudi zapravo mogu živjeti. U stvari, bio bi prilično nezgodan kao dom jer kule imaju malo korisnog prostora a različiti dijelovi dvorca imaju vanjske veze koje nisu posebno pogodne za vlažno vrijeme u Baskiji. Zgrada je okružena parkom koji uključuje palme i egzotične biljke. Kate Middleton je u intervjuu za BBC rekla da se htjela vjenčati u ovom dvorcu.
Pao je u zapuštenost, a kasnije je obnovljen i otvoren za javnost. To se pokazalo neuspješnim i zgrada je zatvorena za posjetitelje, iako su tereni ostali otvoreni.
U studenom 2005. godine, zgradu je kupila INBISA (Grupo Empresarial) za 1,629,743 eura, ali je i dalje pod općom zaštitom španjolskog zakona 16/1985 u pogledu povijesnih zgrada u Španjolskoj.